# Габриел Ац
Габриел Фернандо Ац (първите две имена на португалски, третото на немски: Gabriel Fernando Atz) е бразилски футболист от немски произход, защитник. От 2010 г. до 2011 г. е играч на българския ПСФК Черноморец (Бургас).